# Owen Daniels
Owen Gerald Daniels (Naperville, 9 novembre 1982) è un ex giocatore di football americano statunitense che ha gioca nel ruolo di tight end nella National Football League (NFL). 
Fu scelto nel corso del quarto giro (98º assoluto) del draft NFL 2006 dagli Houston Texans venendo selezionato per partecipare al Pro Bowl due volte. Durante gli ultimi anni della sua carriera giocò anche per i Baltimore Ravens e per i Denver Broncos aiutando questi ultimi a vincere il Super Bowl 50 sui Carolina Panthers. Al college ha giocato a football all’Università del Wisconsin.

## Biografia

### Primi anni
Owen Daniels nacque a Naperville, Illinois da Jerry e Bridgette Daniels, aveva una sorella di nome Meredith e due fratelli, Hayden e Harrison. Daniels frequentò la high school di Naperville dove giocò a football americano nel ruolo di quarterback trascinando la sua squadra a una stagione da imbattuta e al titolo statale nel 1999. Nella sua stagione da junior, completò 100 passaggi su 168 tentati per 1.750 yard e 17 touchdown, con un solo intercetto. Nella sua stagione da senior, Daniels passò per 562 yard e 7 touchdown nelle prime due partite dell'anno ma fu costretto a saltare tutto il resto della stagione a causa di un infortunio al ginocchio.

### Carriera universitaria
Daniels si iscrisse all'Università del Wisconsin-Madison per giocare a college football per i Badgers nel ruolo di quarterback di riserva e occasionalmente negli special team. Successivamente ottenne il ruolo di tight end titolare per la maggior parte delle sue ultime due stagioni con i Badgers. Durante la sua carriera a Wisconsin, Daniels giocò in 43 partite con 62 ricezioni per 852 yard (13,7 di media), guadagnandosi il nomignolo di Ole Sure Hands.

### Statistiche al college
|        |         |    | Ricezioni | Ricezioni | Ricezioni | Ricezioni | Passaggi | Passaggi | Passaggi | Passaggi | Passaggi | Passaggi |
| Anno   | Squadra | PG | Ric       | Yard      | Media     | TD        | Comp     | Ten      | Yard     | %        | TD       | Int      |
| ------ | ------- | -- | --------- | --------- | --------- | --------- | -------- | -------- | -------- | -------- | -------- | -------- |
| 2002   | WIS     | 7  | 0         | 0         | 0,0       | 0         | 2        | 6        | 9        | 33,3     | 0        | 2        |
| 2003   | WIS     | 13 | 15        | 193       | 12,9      | 2         | 0        | 0        | 0        | 0,0      | 0        | 0        |
| 2004   | WIS     | 12 | 25        | 391       | 15,6      | 2         | 0        | 0        | 0        | 0,0      | 0        | 0        |
| 2005   | WIS     | 12 | 22        | 268       | 12,2      | 4         | 0        | 0        | 0        | 0,0      | 0        | 0        |
| Totale | Totale  | 44 | 62        | 852       | 13,7      | 8         | 2        | 6        | 9        | 33,3     | 0        | 2        |

## Carriera professionistica

### Houston Texans
Daniels fu scelto nel corso del quarto giro del Draft 2006 dagli Houston Texans. Nella sua stagione da rookie, Daniels ricevette 34 passaggi per 352 yard e segnò 5 touchdown.
Owen nella sua seconda stagione da professionista disputò tutte le 16 gare come titolare. totalizzando 63 ricezioni per 768 yard e 3 touchdown.

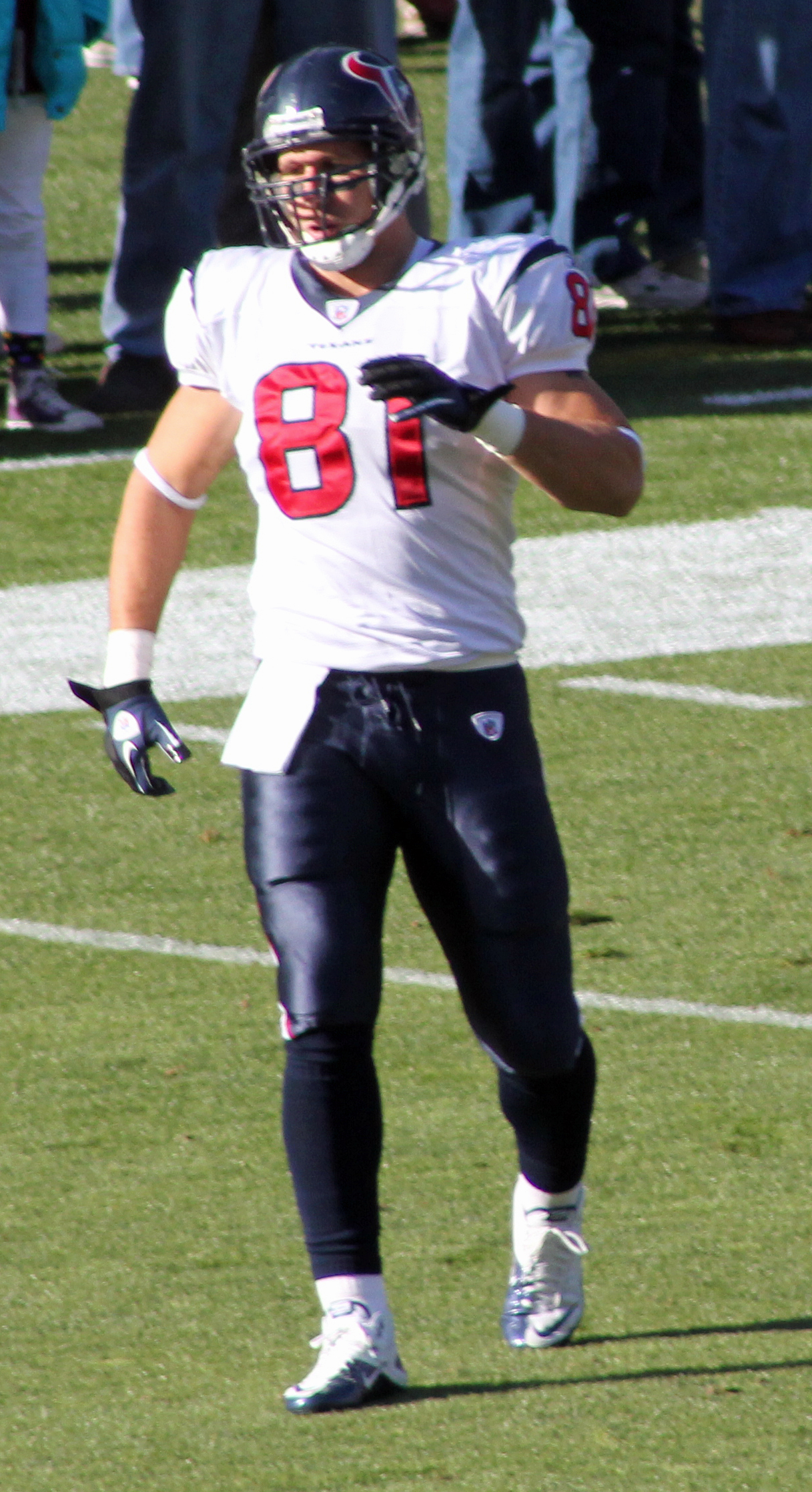
Daniels coi Texans

Il 2 novembre 2008, Daniels contro i Minnesota Vikings giocò una delle migliori gare della carriera facendo registrare 11 ricezioni per 133 yard. Il 7 dicembre 2008, Daniels ricevette dal quarterback Matt Schaub il touchdown che diede a Houston la vittoria contro i Green Bay Packers. La sua stagione terminò con 70 ricezioni per 862 yard, guadagnandosi la prima convocazione per il Pro Bowl in carriera. Durante quella stagione, Daniels e il suo compagno Andre Johnson furono la più prolifica coppia tight end-wide receiver della lega con 185 ricezioni per 2437 yard.
Il 1º novembre 2009, in una gara contro i Buffalo Bills, Daniels si ruppe il tendine del gionocchio e fu inserito in lista infortunati per tutto il resto della stagione. Tornato nella stagione successiva partì come titolare in 10 delle 11 partite disputate.
Nella stagione 2011 i Texans si qualificarono per la prima volta nei loro nove anni di storia ai playoff. Owen disputò 15 partite durante la stagione regolare, tutte come titolare, ricevendo 677 yard e segnando 3 touchdown.
Nel Monday Night Football della settimana 5 della stagione 2012, i Texans si portarono sul record di 5-0 con Daniels che guidò la squadra con 79 yard ricevute e un touchdown. Dopo una sconfitta coi Packers, Houston si rifece nel turno successivo dominando i Baltimore Ravens per 43-13 con Daniels segnò il quarto touchdown nelle ultime 5 gare. Dopo la settimana di pausa, i Texans batterono agevolmente i Buffalo Bills con il tight end che andò ancora a segno. Nel primo turno di playoff i Texans eliminarono i Cincinnati Bengals con Daniels che guidò la squadra con 91 yard ricevute. La corsa di Houston si fermò nel turno successivo ad opera dei Patriots. Nel gennaio 2013 Daniels fu convocato per il suo secondo Pro Bowl in sostituzione dell'infortunato Heath Miller.
Nella prima gara della stagione 2013, i Texans rimontarono uno svantaggio di 21 punti alla metà del terzo quarto sui San Diego Chargers con Daniels che contribuì con 2 touchdown. A causa di un infortunio disputò solamente cinque partite quell'anno, terminando con 253 yard ricevute e tre touchdown.

### Baltimore Ravens
Il 3 aprile 2014, Daniels firmò un contratto annuale con i Baltimore Ravens. I primi due touchdown con la nuova squadra li segnò nella vittoria della settimana 2 sugli Steelers nella gara del giovedì notte. Andò a segno anche nel secondo turno di playoff ma i Ravens furono eliminati dai Patriots.

### Denver Broncos
Il 10 marzo 2015, Daniels firmò un contratto triennale coi Denver Broncos ritrovando l'allenatore Gary Kubiak. Nella finale di conference contro i Patriots andò a segno due volte su passaggio di Peyton Manning, con i Broncos che vinsero per 20-18, qualificandosi per il Super Bowl 50. Nella finalissima contro i Carolina Panthers, vinta per 24-10, ricevette un passaggio da 18 yard.

## Palmarès

### Franchigia
- Super Bowl : 1

Denver Broncos: 50
- American Football Conference Championship: 1

Denver Broncos: 2015

### Individuale
- Convocazioni al Pro Bowl: 2

2008, 2012
- PFWA All-Rookie Team - 2006

## Statistiche

### Stagione regolare
|        |         |     |     | Ricezioni | Ricezioni | Ricezioni | Ricezioni | Ricezioni | Altro | Altro | Altro | Altro  |
| Anno   | Squadra | PG  | PT  | Ric       | Yard      | Media     | Max       | TD        | Fum   | Persi | FD    | Tackle |
| ------ | ------- | --- | --- | --------- | --------- | --------- | --------- | --------- | ----- | ----- | ----- | ------ |
| 2006   | HOU     | 14  | 12  | 34        | 352       | 10,4      | 33        | 5         | 0     | 0     | 21    | 2      |
| 2007   | HOU     | 16  | 16  | 63        | 768       | 12,2      | 29        | 3         | 4     | 3     | 44    | 1      |
| 2008   | HOU     | 16  | 16  | 70        | 862       | 12,3      | 29        | 2         | 2     | 1     | 46    | 1      |
| 2009   | HOU     | 8   | 8   | 40        | 519       | 13,0      | 44        | 5         | 1     | 0     | 28    | 1      |
| 2010   | HOU     | 11  | 10  | 38        | 471       | 12,4      | 31        | 2         | 0     | 0     | 25    | 1      |
| 2011   | HOU     | 15  | 15  | 54        | 677       | 12,5      | 34        | 3         | 0     | 0     | 41    | 1      |
| 2012   | HOU     | 15  | 14  | 62        | 716       | 11,5      | 39        | 6         | 0     | 0     | 37    | 4      |
| 2013   | HOU     | 5   | 5   | 24        | 252       | 10,5      | 28        | 3         | 0     | 0     | 18    | 1      |
| 2014   | BAL     | 15  | 13  | 48        | 527       | 11,0      | 39        | 4         | 0     | 0     | 32    | 2      |
| 2015   | DEN     | 16  | 16  | 46        | 517       | 11,2      | 37        | 3         | 0     | 0     | 27    | 2      |
| Totale | Totale  | 131 | 125 | 479       | 5.661     | 11,8      | 44        | 36        | 7     | 4     | 399   | 16     |

### Play-off
|        |         |    |    | Ricezioni | Ricezioni | Ricezioni | Ricezioni | Ricezioni | Altro | Altro | Altro | Altro  |
| Anno   | Squadra | PG | PT | Ric       | Yard      | Media     | Max       | TD        | Fum   | Persi | FD    | Tackle |
| ------ | ------- | -- | -- | --------- | --------- | --------- | --------- | --------- | ----- | ----- | ----- | ------ |
| 2011   | HOU     | 2  | 2  | 4         | 55        | 13,8      | 21        | 0         | 0     | 0     | 3     | 0      |
| 2012   | HOU     | 2  | 2  | 18        | 172       | 9,6       | 24        | 0         | 0     | 0     | 8     | 0      |
| 2014   | BAL     | 2  | 2  | 8         | 111       | 13,9      | 23        | 1         | 0     | 0     | 7     | 0      |
| 2015   | DEN     | 3  | 3  | 5         | 61        | 12,2      | 21        | 2         | 0     | 0     | 3     | 0      |
| Totale | Totale  | 9  | 9  | 35        | 399       | 12,4      | 24        | 3         | 0     | 0     | 21    | 0      |